# Dung dịch Piranha
Dung dịch Piranha là một hỗn hợp thường có tỷ lệ 3:1 của acid sulfuric (H2SO4) đậm đặc và peroxide hiđrô 25-30% (H2O2). Các kiểu pha khác có thể có tỷ lệ 4:1 hay 7:1. Một dung dịch tương tự khác, đôi khi gọi là dung dịch Piranha base là dung dịch tỷ lệ 3:1 giữa hydroxide amoni (NH4OH) và peroxide hiđrô 25-30%. Dung dịch Piranha dùng để tẩy rửa các chất bẩn hữu cơ bám trên bề mặt của một chất nền. Là một hỗn hợp có tính oxy hóa mạnh nên nó có thể là liệu pháp cuối cùng để tẩy sạch  các vật liệu hữu cơ cứng đầu. Dung dịch Piranha đôi khi cũng được dùng để khắc acid đối với titan.

## Bảo hộ lao động
Khi làm việc với dung dịch Piranha cần phải được trang bị các bảo hộ lao động đặc biệt như kính bảo hộ, găng tay nhựa, áo bảo hộ, khẩu trang và các thiết bị phòng thí nghiệm như tủ hút có tốc độ gió lớn hơn hoặc bằng 0,4 m/s.

## An toàn
Khi chuẩn bị dung dịch, phải rót từ từ peroxide hiđrô vào acid sulfuric đậm đặc, không được thay đổi trình tự. Vì đây phản ứng tỏa nhiệt, dễ đun sôi dung dịch, bốc hơi dung môi, và nổ.
Ngay cả khi rót từ từ cẩn thận, dung dịch vẫn tỏa nhiệt rất mạnh. Có thể hơn 120 °C đối với dạng axit, và 60 °C đối với dạng base. Khi tỷ lệ peroxide hiđrô dần vượt quá 50%, dung dịch có thể gây nổ.
Không đổ chung hỗn hợp này với các chất hữu cơ như axeton (CH3COCH3), rượu isopropyl (C3H8O), nilông v.v. vì sẽ gây nổ.
Khi thao tác công việc, phải nhúng cẩn thận, từ từ vật liệu có vết bẩn hữu cơ vào bể dung dịch Piranha. Các vật liệu nền phải được rửa sạch, làm khô trước khi nhúng. Không được chứa dung dịch này trong bình có nắp đậy kín, khí sinh ra sẽ gây nổ bình chứa. Nên để ở trong tủ hút.

## Cách dùng
Dung dịch Piranha nên sử dụng ngay sau khi chuẩn bị. Dung dịch nóng sẽ rửa sạch các vết bẩn hữu cơ trên vật liệu nền, oxy hóa, thủy phân hóa hầu hết các bề mặt kim loại. Thời gian rửa từ 10 đến 40 phút. Sau khi lấy vật liệu nền ra khỏi dung dịch, rửa lại thật nhiều với nước khử ion hóa (hoặc nước cất). Để tránh sốc nhiệt có thể làm gãy vật liệu nền, khi nhúng vào bể, nên nhúng từ từ.

## Ứng dụng
Dung dịch Piranha được sử dụng trong ngành công nghiệp vi điện tử, ví dụ để rửa các quang trở làm từ silic.